# Mojito
El mojito és un popular còctel originari de Cuba, que conté rom, sucre (o xarop de sucre), llimona dolça, menta (Mentha spicata) i aigua amb gas. La seva combinació de sabors dolços, cítrics i de menta herbàcia pretén complementar el rom i ha fet del mojito una beguda popular d'estiu.
Quan es prepara un mojito, s'afegeix suc de llima fresc al sucre (o al sucre invertit) i a les fulles de menta. A continuació, la barreja es tritura suaument amb un pal. Les fulles de menta només s'han de trencar per alliberar els olis essencials, no s'han de triturar. A continuació, s'afegeix rom i es remena breument la mescla per dissoldre el sucre i per aixecar les fulles de menta del fons perquè quedi més ben presentat. Finalment, la beguda es cobreix amb gel picat i aigua amb gas. Per guarnir el got s'utilitzen fulles de menta i trossos de llima.

## Història
L'Havana, a Cuba, és el bressol del mojito, encara que el seu origen exacte és objecte de debat. Se sabia que els indis sud-americans locals tenien remeis per a diverses malalties tropicals, així que un petit grup va desembarcar a Cuba i va tornar amb ingredients per a una medicina eficaç. Els ingredients eren aiguardent de canya (una forma crua de rom fet de canya de sucre) barrejat amb ingredients tropicals locals: llima, suc de canya de sucre i menta. El suc de llima per si sol ajuda a combatre significativament l'escorbut i la disenteria, i aviat s'hi va afegir el rom i la beguda es va anar popularitzant a mesura que aquest darrer producte era més assequible per als britànics (ca. 1650). La menta, la llima i el sucre també ajudaven a amagar el sabor aspre. Una altra teoria és que va ser inventat per Sir Francis Drake. El còctel "El Draque" es va preparar amb brandi. Tot i que aquesta beguda no s'anomenava mojito en aquest moment, era la combinació original d'aquests ingredients.
Alguns historiadors afirmen que els esclaus africans que van treballar als camps de canya de sucre cubans durant el segle xix van ser fonamentals en l'origen d'aquest còctel. El guarapo, el suc de canya de sucre que s'utilitza sovint en els mojitos, era una beguda popular entre els esclaus que li van donar nom. Originalment mai contenia suc de llima.
Hi ha diverses teories darrere de l'origen del nom mojito: una d'aquestes teories sosté que el nom es relaciona amb el mojo, un condiment cubà fet de llima i que s'utilitza per aromatitzar els plats. Una altra teoria és que el nom Mojito és simplement un derivat de mojado (en castellà "lleugerament humit"), el diminutiu de mojado ("moll").
El mojito s'ha presentat habitualment com la beguda preferida per l'autor Ernest Hemingway. També s'ha dit sovint que Hemingway va fer famós el bar anomenat La Bodeguita del Medio quan es va convertir en un dels seus habituals i va escriure "My mojito in La Bodeguita, My daiquiri in El Floridita" en una paret del bar. Aquest epígraf, manuscrit i signat amb el seu nom, persisteix malgrat els dubtes expressats pels biògrafs de Hemingway sobre aquest mecenatge i el gust de l'autor pels mojitos. Sovint es diu que el «mojito» va ser inventat pel restaurant cubà de l'Havana la Bodeguita del Medio, però La Bodeguita del Medio és més coneguda pel seu menjar que per la seva beguda. Hemingway també anava a beure al Floridita de La Habana, on hi havia el seu bàrman preferit, Constantí Ribalaigua i Vert, indià procedent de Lloret de Mar, a qui demanava mojitos sense sucre o daiquiris.
Una enquesta d'una empresa internacional d'investigació de mercat va concloure que el 2016 el mojito era el còctel més popular a Gran Bretanya i França.

## Variacions
Molts hotels de l'Havana també afegeixen amarg d'Angostura per tallar la dolçor del Mojito. El sucre en pols sovint es barreja amb les fulles de menta en lloc de sucre granulat, ja que el primer es dissol més fàcilment, mentre que molts establiments utilitzen xarop simple. El "Rose Mojito", que és una variació de Mojito que conté alcohol amb gust de rosa, Lanique, es va crear per primera vegada al bar Albert's Schloss de Manchester, Anglaterra. Un Mojito sense alcohol s'anomena "Mojito Verge" o "Nojito". El Cojito afegeix sabor de coco, sovint mitjançant l'ús de rom amb sabor de coco. Un mojito brut demana rom daurat en lloc de rom blanc i cal fer servir sucre negre. Demerara és un sucre marró clar, parcialment refinat, produït a partir de la primera cristal·lització durant el processament del suc de canya en cristalls de sucre. Afegir-ho a un mojito li dona un sabor de caramel. Un mojito de rom fosc simplement demana que s'utilitzi un rom fosc en comptes de blanc.
A Mèxic, la marca de tequila Don Julio ofereix el "Mojito Blanco" simplement substituint el rom per tequila.
Al Perú hi ha variacions de mojito que s'elaboren afegint fruites com l'aranja, anomenada "Mojito de toronja", o amb fruita de la passió, anomenada "Mojito de maracujà". Molts restaurants els serveixen, i aquests ingredients afegits milloren el còctel i el seu sabor original. Algunes altres fruites es troben en altres receptes de mojito: peres, gerds i taronges. També es poden utilitzar purés d'aquestes fruites en lloc de la fruita sencera. El mojito de maduixa inclou maduixes embolicades; una altra sortida en aquesta línia substitueix la ginebra pel rom lleuger i el suc de llimona pel suc de llima, i s'hi afegeix tònica.